# Diócesis de San Carlos
La diócesis de San Carlos (en latín: Dioecesis Sancti Caroli Borromeo, en inglés: Roman Catholic Diocese of San Carlos y en tagalo: Diyosesis ng San Carlos) es una circunscripción eclesiástica de la Iglesia católica en Filipinas. Se trata de una diócesis latina, sufragánea de la arquidiócesis de Jaro. Desde el 14 de septiembre de 2013 su obispo es Gerardo Alimane Alminaza.

## Territorio y organización
La diócesis tiene 3041 km² y extiende su jurisdicción sobre los fieles católicos de rito latino residentes en la región de Bisayas Occidentales una ciudad y 3 municipios de la provincia de Negros Oriental: Canlaón, Guihulngán, La Libertad y Vallehermoso; y 4 ciudades y 4 municipios de provincia de Negros Occidental: San Carlos, Escalante, Cádiz, Sagay, Manapla, Toboso, Calatrava y Salvador Benedicto.
La sede de la diócesis se encuentra en la ciudad de San Carlos, en donde se halla la Catedral de San Carlos Borromeo.
En 2020 en la diócesis existían 34 parroquias.

## Historia
La diócesis fue erigida el 30 de marzo de 1987 con la bula Certiores quidem facti del papa Juan Pablo II, obteniendo el territorio de las diócesis de Bacólod y Dumaguete.

## Estadísticas
Según el Anuario Pontificio 2021 la diócesis tenía a fines de 2020 un total de 953 530 fieles bautizados.
| Año                                                                             | Población            | Población | Población      | Sacerdotes | Sacerdotes    | Sacerdotes    | Bautizados por sacerdote | Diáconos permanentes | Religiosos | Religiosos | Parroquias |
| Año                                                                             | Bautizados católicos | Total     | % de católicos | Total      | Clero secular | Clero regular | Bautizados por sacerdote | Diáconos permanentes | Varones    | Mujeres    | Parroquias |
| ------------------------------------------------------------------------------- | -------------------- | --------- | -------------- | ---------- | ------------- | ------------- | ------------------------ | -------------------- | ---------- | ---------- | ---------- |
| 1990                                                                            | 620 342              | 726 411   | 85.4           | 37         | 27            | 10            | 16 766                   |                      | 27         | 16         | 25         |
| 1999                                                                            | 701 433              | 836 697   | 83.8           | 43         | 40            | 3             | 16 312                   |                      | 13         | 30         | 26         |
| 2000                                                                            | 770 450              | 904 257   | 85.2           | 44         | 42            | 2             | 17 510                   |                      | 7          | 34         | 24         |
| 2001                                                                            | 785 641              | 906 772   | 86.6           | 43         | 41            | 2             | 18 270                   |                      | 7          | 21         | 26         |
| 2002                                                                            | 822 473              | 947 654   | 86.8           | 55         | 43            | 12            | 14 954                   |                      | 20         | 19         | 20         |
| 2003                                                                            | 832 963              | 949 313   | 87.7           | 57         | 45            | 12            | 14 613                   |                      | 12         | 23         | 21         |
| 2004                                                                            | 725 319              | 853 236   | 85.0           | 56         | 44            | 12            | 12 952                   |                      | 11         | 25         | 22         |
| 2010                                                                            | 840 000              | 949 000   | 88.5           | 66         | 53            | 13            | 12 727                   |                      | 45         | 41         | 31         |
| 2014                                                                            | 905 896              | 1 090 631 | 83.1           | 78         | 64            | 14            | 11 614                   |                      | 53         | 31         | 33         |
| 2017                                                                            | 933 675              | 1 098 440 | 85.0           | 86         | 70            | 16            | 10 856                   |                      | 69         | 22         | 33         |
| 2020                                                                            | 953 530              | 1 137 266 | 83.8           | 96         | 71            | 25            | 9932                     |                      | 72         | 35         | 34         |
| Fuente: Catholic-Hierarchy, que a su vez toma los datos del Anuario Pontificio. |                      |           |                |            |               |               |                          |                      |            |            |            |

## Episcopologio
- Nicolas Mollenedo Mondejar † (21 de noviembre de 1987-25 de julio de 2001 retirado)
- Jose Fuerte Advincula (25 de julio de 2001-9 de noviembre de 2011 nombrado arzobispo de Cápiz)
- Gerardo Alimane Alminaza, desde el 14 de septiembre de 2013